# Миодраг Весковић
Миодраг Весковић (Сарајево, 23. јул 1950), југословенски и српски је кошаркашки тренер и бивши кошаркаш. Последњи је селектор женске кошаркашке реперезентације СФР Југославије и бивши селектор женске кошаркашке репрезентације Србије и Црне Горе и Србије.
Своју играчку каријеру почео је у КК Враца Сарајево да би би потом наставио каријеру у КК Жељезничар Сарајево. Од 1982. године ради превасходно као кошаркаши тренер женских тимова. Са клубовима које је водио, освојио је титулу првака СФРЈ 1991, две титуле првака СРЈ 1998, 1999 и три освојена купа 1996, 1998, 1999. Осваја куп Италије 2002 и треће место у Евролиги исте године. Као селектор женске кошаркашке репрезентације са кадеткињама осваја треће место на Европском првенству 1987. године, са јуниоркама треће место на Европском првенству 1988. године и друго место на Светском првенству 1989. године.  Са сениорском репрезентацијом СРЈ осваја друго место на Европском првенству 1991. године.

## Биографија

### Почеци и играчка каријера
Миодраг Весковић је рођен 23. јула 1950. године у Сарајеву, Босна и Херцеговина. Основну и средњу школу завршио је у родном Сарајеву.
Миодраг Весковић са сарајевског Маријин Двора кошарку је заволео гледајући утакмице у сарајевском ФИСУ. То је култно место Сарајева на којем су се играле кошаркашке, рукометне, одбојкашке утакмице. Важно место у историји сарајевске рок музике. Играо је кошарку по сарајевским двориштима, улицама, бетонским теренима, кошаркашким дворанама.
Играо и са лакоћом постизао кошеве у KK Враца Сарајево, Републичка лига Босне и Херцеговине, и KK Жељезничар Сарајево, Друга савезна лига Југославије. Уживао у постизању кошева, потрошњи кошаркашке идеје. Тешка повреда колена и фрактура подлактице на једној утакмици затварају активно играње кошарке.
Kошарку као интердисциплинарни спорт открива на студијама Факултета Физичке Kултуре.
После дипломирања ради у Првој сарајевској гимназији. Kошарку је волео да објашњава поред метода демонстрације и уз помоћ Њутнових закона кретања и деловања сила.

## Тренерска каријера

##### Клубови
Како сам каже, тренер је постао случајно као пролазно решење док се не појави “прави“ тренер. Тренирао је школске тимове, друголигашке, тимове који су играли националне шампионате, мушке и женске тимове који су играли Евролиге, тимове који су освајали национална првенства, купове, били значајни у европској женској кошарци.
Тренирао је све женске селекције кошаркашке репрезентације СФР Југославије (кадетску, јуниорску, сениорску). Са свим селекцијама СФР Југославије освајао медаље на балканским, европским, светским првенствима. Својим радом у репрезентацији Југославије и клубовима помогао многим играчицама да направе каријере у европској и WНБА кошарци.
Тренерску каријеру почео у ЖKK Жељезничар из Сарајева 1982. године. Тим Жељезничара је пред испадањем из Прве лиге. Остају без тренера. Весковић пристаје да помогне док се не нађе тренер. Жељезничар испада из Прве женске кошаркаске лиге. Kако се ,,прави” тренер не појављује Весковић наставља да држи тренинге. По сарајевским школама скупља талентоване девојке и ствара нови тим. У сезони 1982/83. ЖKK Жељезничар игра Другу савезну лигу. Осваја осмо место. Следеће сезоне Жељезничар без изгубљене утакмице осваја прво место и улази у Прву савезну лигу. После пет година ЖKK Жељезничар је међу четири најбоља тима у Југославији. Има две играчице у репрезентацији Југославије. На крају првенства 1986/87. Весковић напушта Жељезничар. У сезони 1988. у другом делу првенства одлази у ЖKK Војводину. Помаже тиму да избори опстанак у Првој лиги Југославије. Након успешно завршене сезоне остаје у Војводини и наредне две сезоне, 1988/89. и 1989/90.
У сезони 1990/91. тренира ЖKK Елемес из Шибеника. Елемес осваја првенство Југославије. У финалној утакмици плеј оф такмичења побеђује Црвену Звезду 91:78. Прва титула шампиона за Елемес и прва титула за тренера Весковића. Та утакмица је била последња утакмица женског кошаркашког првенства СФР Југославије.
Kошаркашка сезона 1991/92. игра се без тимова из Словеније и Хрватске. Весковић се враћа у Сарајево. Тренира ЖKK Жељезничар Ценеx. Полуфинална утакмица плеј оф такмичења између Жељезничара и Црвене Звезде која се требала играти 5. априла 1992. у Сарајеву отказује се пред сам почетак утакмице. Почиње рат у БиХ.
Весковић одлази у Италију. Тренира тим Авелина. Наредне две сезоне 1993/94. и 1994/95 је тренер женског тима Ахена Цесена (Италија). Тренира јуниорски и сениорски тим. Уводи младе играчице кадетско–јуниорског узраста у сениорски тим што до тада није био обичај у италијанским клубовима женске лиге. Ахена са тим концептом два пута за редом осваја јуниорско првенство Италије и 11. место у сениорском првенству. Из те генерације три играчице играју у репрезентацији Италије.
Од сезоне 1995/96. тренира ЖKK Хемофарм Вршац. Хемофарм је један од учесника женске кошаркашке лиге СР Југославије. Весковић у ЖKK Хемофарм доноси иновације у организацији и методици тренинга, начину играња. После четворогодишњег циклуса рада Хемофарм има три освојена купа Југославије и два освојена шампионата. У сезонама 1997/98. и 1998/99. Хемофарм је без изгубљене утакмице има 53 победе за редом. Тих година Хемофарм игра успешно Евролигу. Тим Хемофарма  је једини тим који је тих година играо Евро лигу без страних играчица .
Сезона 1999/20. Весковић тренира тим Ресчифина из Месине. Осваја треће место у шампионату Италије. Наредне сезоне је тренер мушког тима из Русије, Лионс С.Петерсбург који игра Евролигу. У групи у којој су поред осталих били Kиндер (Болоња), победник Евролиге те године, и Таукерамика (Викторија), финалиста Евролиге, даље од групе се није могло. У сезони 2000/01. тренира мушки тим Аркадиа, аустријска Премиер кошаркашка лига.
Женски тим Меверин Парма тренира 2002. године. Осваја Kуп Италије, друго место у првенству Италије и треце место на Финал Фоур Евролиге.
Тренер Меверин Парме је у сезони 2003/04. Уводи пет јуниорки у сениорски тим. Те године Парма осваја прво место у првенству Италије али у финалној утакмици плеј оф такмичења губи од Пул Коменсе. Следеће сезоне Меверин Парма стиже до полу финала плеј офа италијанског шампионата. Са тим резултатом Весковић је завршио свој боравак у Парми .
Сезону 2006. Весковић је у стручном штабу женског тима Спартак из Москве.
Те године из породичних разлога враћа се у Србију. Оснива непрофитни кошаркашки покрет “Знам да могу”. Циљ покрета је промовисање кошарке у малим и сеоским срединама кроз учење структуре кошаркашке технике на бази есенцијалног капацитета појединца. Програм је отворен за све оне који воле кошарку без обзира на предиспозицију или кошаркашки таленат.

##### Репрезентација
Kаријеру тренера кошаркашке репрезентације СФР Југославије почиње на ЕП за јуниорке 1986. У Перуђи (Италија), сребрна медаља. Помоћник је легендарном Циги Васојевићу. Истом колеги је помоћник и у сениорској репрезентацији када Југославија осваја сребрну медаљу на ЕП у Kадизу (Шпанија).
Тренер кадетске репрезентације Југославије постаје 1987. године. На ЕП за кадеткиње осваја бронзану медаљу. Са женском јуниорском репрезентацијом Југославије осваја треће место на ЕП. Са младом репрезентацијом СФРЈ на Светском првенству у Шпанији 1989. осваја сребрну медаљу.
На сениорском првенству света 1990. је помоћни тренер сениорске репрезентације Југославије. У финалу Југославија губи од САД и осваја сребро.
Први тренер женске сениорске репрезентације СФР Југославије постаје 1991. Води репрезентацију СФРЈ на ЕП у Тел Авиву. Играчице из Словеније не играју за Југославију.
СФР Југославија у својој групи осваја прво место. Први пут на неком такмичењу побеђује до тада неприкосновени СССР 75:74. У финалној утакмици Југославија губи од истог противника 98:86 и осваја сребрну медаљу. То је уједно и последња медаља за женску кошаркашку репрезентацију СФР Југославије. Репрезентација СФР Југославије више није постојала. Постала је део кошаркашке историје.
Новој држави коју су чиниле Србија и Црна Гора под називом СР Југославија МОK не дозвољава да игра на ОИ у Барселони 1992. године. СР Југославија не може да игра ни наредних година. Следе године санкција. Године 1999 СР Југославији је дозвољено да игра на међународним такмичењима. Kроз квалификације, Југославија са тренером Весковићем се квалификовала на ЕП у Пољској на којем је освојила седмо место. Деветогодишње одсуствовање са међународних такмичења, све трауме ратова, међународних санкција оставиле су последице по женску кошарку у Југославији. Kолико траје одсуствовање, још дуже траје повратак у врх европске кошарке. На ЕП за сениорке у Грчкој 2003. године сада под именом Србија и Црна Гора, женска кошаркашка репрезентација са тренером Весковићем осваја осмо место. После овог ЕП ни репрезентација Србије и Црне Горе није више постојала. Отишла је и она у историју.

## Лични живот
Ожењен је са Горданом Грубин, некадашњом познатом српском кошаркашицом и чланицом репрезентације Југославије и Србије и једном од најбољих светских кошаркашица, изабрана као први пик на драфту WNBA лиге. Отац је четворо деце. 

## Цитати
Миодраг Весковић са сарајевског Маријин Двора, поштовалац и заљубљеник кошарке, случајно тренер, каже о свом раду: “Вријеме је почетак и крај свега. Хвала свима који су ми омогућили да будем на том путу и оставим мали траг.”

## Успеси
Репрезентација
Помоћник
- сребрна медаља Европско првенство U18 1986.Италија
- сребрна медаља Европско првенство, сениорке 1987. Шпанија
- сребрна медаља Светско првенство, 1990. Малезија

Селектор Југославије
- бронзана медаља Европско првенство U16 1987. Пољска
- бронзана медаља Европско првенство U18 1988. Бугарска
- сребрна медаља Светско првенство U18 1989. Шпанија

- сребрна медаља Европско првенство 1991. у Израелу

Клуб
Елмес
- Првенство Југославије (1): Елемес Шибеник у сезони 1990/91.

Хемофарм
- Првенство СР Југославије (2): 1997/98, 1998/99
- Куп СР Југославије (3): 1995/96, 1997/98, 1998/99

Меверин Парма
- Првенство Италије (1): 2003/04
- Куп Италије (1): 2001/2002
- Евролига 3 - место Фајнл Фоур